# Ayutthaya United FC
Der Ayutthaya United Football Club (thailändisch สโมสรฟุตบอล อยุธยา ยูไนเต็ด) ist ein thailändischer Fußballverein aus Ayutthaya, der in der Thai League, der höchsten thailändischen Spielklasse, spielt.

## Vereinsgeschichte
Der Verein wurde 2007 als Sena Municipality Football Club gegründet. Der Verein hatte seine Heimat im District Sena in der Stadt Ayutthaya. 2016 wurde der Verein in Ayutthaya United Football Club umbenannt. Bis 2015 spielte der Verein im Khor Royal Cup. Mit der Umbenennung startete man 2016 in der Regional League Division 2, Region Central, der dritten Liga Thailands. In der ersten Saison wurde man vierter. Die folgenden zwei Jahre spielte man in der Thai League 3 - Upper Region. 2018 wurde man zweiter und stieg in die Thai League 2 auf. Die Saison 2019 wurde man in der Zweiten Liga Tabellenletzter. Da Ubon United die erforderlichen Lizenzunterlagen nicht einreichen konnte und sich Thai Honda FC aus der Liga zurückzog, stieg man trotz des letzten Tabellenplatzes nicht ab und verblieb in der Zweiten Liga.

## Vereinserfolge
- Thai League 2

Vizemeister: 2024/25  ▲
- Thai League 3 - Upper

2018 - 2. Platz  ▲

## Stadion

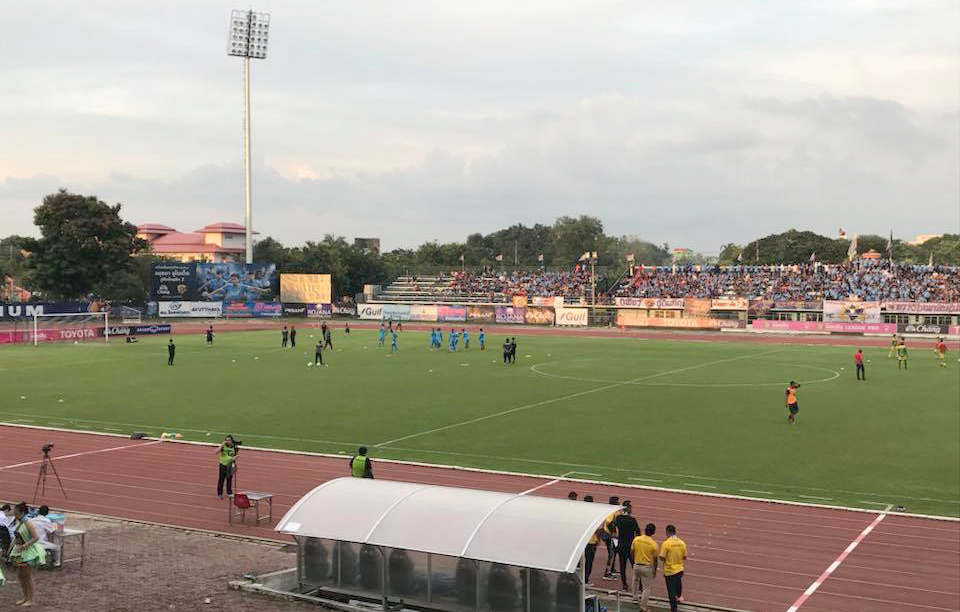
Ayutthaya Province Stadion

Ayutthaya United FC trägt seine Heimspiele in Ayutthaya im Ayutthaya Province Stadium (thailändisch สนามกีฬาจังหวัดพระนครศรีอยุธยา) aus. Das Stadion ist ein Mehrzweckstadion und hat ein Fassungsvermögen von 6000 Zuschauern. Eigentümer des Stadions ist die Phra Nakhon Si Ayutthaya Provincial Administration Organization.

### Spielstätten
| Saison     | Stadion                    | Standort                     | Kapazität | Eigentümer | Koordinaten                       |
| ---------- | -------------------------- | ---------------------------- | --------- | ---------- | --------------------------------- |
| 2016       | Senabodi Stadium           | Ayutthaya, Provinz Ayutthaya | 2.500     | N/A        | 14° 19′ 59,3″ N, 100° 24′ 16,9″ O |
| 2017–heute | Ayutthaya Province Stadium | Ayutthaya, Provinz Ayutthaya | 6.000     |            | 14° 20′ 59,8″ N, 100° 35′ 50,1″ O |

## Aktueller Kader
Stand: 1. Februar 2025
| Nr. |           | Position | Name                  |
| --- | --------- | -------- | --------------------- |
| 2   | Thailand  | AB       | Natakorn Soithong     |
| 5   | Thailand  | AB       | Thanakorn Jaiphet     |
| 6   | Brasilien | ST       | Wellington Priori     |
| 7   | Thailand  | AB       | Kitphom Bunsan        |
| 10  | Thailand  | MF       | Sarayut Yoosuebchuea  |
| 11  | Thailand  | ST       | Passakorn Biaothungoi |
| 14  | Thailand  | MF       | Narakorn Kangkratok   |
| 16  | Thailand  | AB       | Bhumchanok Kamkla     |
| 17  | Thailand  | AB       | Pakkapol Maimard      |
| 18  | Thailand  | TW       | Phuwadol Pholsongkram |
| 19  | Thailand  | MF       | Nattapon Worasut      |
| 27  | Thailand  | TW       | Teerath Nakchamnarn   |
| 29  | Thailand  | AB       | Atsadawut Changthong  |
| 30  | Thailand  | TW       | Suthipong Pisansub    |
| 31  | Thailand  | MF       | Anuwat Noicheunphan   |

| Nr. |                            | Position | Name                   |
| --- | -------------------------- | -------- | ---------------------- |
| 36  | Palastina Autonomiegebiete | MF       | Yashir Islame          |
| 41  | Thailand                   | AB       | Saranchai Ketsira      |
| 42  | Thailand                   | AB       | Rattasarstr Doumduan   |
| 43  | Thailand                   | AB       | Thannathorn Thongket   |
| 44  | Thailand                   | MF       | Kritsanapol Booncharee |
| 47  | Thailand                   | MF       | Chonlachart Tongjinda  |
| 49  | Thailand                   | MF       | Nattawut Mangmee       |
| 50  | Thailand                   | AB       | Jirawat Janpong        |
| 54  | Thailand                   | AB       | Theekawin Chansri      |
| 66  | Thailand                   | AB       | Pantakan Kasemkulwirai |
| 70  | Brasilien                  | ST       | André Luís Leite       |
| 77  | Brasilien                  | ST       | Caíque                 |
| 88  | Thailand                   | ST       | Natcha Promsomboon     |
| 89  | Thailand                   | ST       | Nethithorn Kaewcharoen |
| 98  | Thailand                   | ST       | Chukid Wanpraphao      |

## Trainer
Stand: April 2023
| Name                    | Zeit beim Ayutthaya United FC | Zeit beim Ayutthaya United FC |
| Name                    | von                           | bis                           |
| ----------------------- | ----------------------------- | ----------------------------- |
| Masayuki Miura          | 16. Dezember 2017             | 27. August 2018               |
| Santi Chaiyaphuak       | 28. August 2018               | 20. November 2018             |
| Chalermwoot Sa-ngapol   | 13. November 2018             | 26. März 2019                 |
| Anurak Srikerd          | 1. April 2019                 | 30. November 2019             |
| Santi Chaiyaphuak       | 1. Januar 2020                | 1. April 2021                 |
| Jetsada Jitsawad        | 14. August 2021               | 31. Mai 2022                  |
| Santi Chaiyaphuak       | 13. Juli 2022                 | 16. Februar 2023              |
| Bruno Pereira           | 16. Februar 2023              | ?                             |
| Sirisak Yodyardthai     | 12. Juli 2023                 | 17. Juli 2023                 |
| Danny Invincibile       | 3. August 2023                | 30. Juni 2024                 |
| Jugkrit Siriwattanasart | 1. Juli 2024                  | heute                         |

## Beste Torschützen seit 2016
| Saison  | Name                 | Tore |
| ------- | -------------------- | ---- |
| 2016    | Tomohiro Onodera     | 4    |
| 2017    | Kendall Jagdeosingh  | 12   |
| 2018    | Neto Santos          | 15   |
| 2019    | Jeong Woo-geun       | 8    |
| 2020/21 | Yoo Byung-soo        | 20   |
| 2021/22 | Sarayut Yoosuebchuea | 6    |
| 2022/23 | Nilson               | 18   |
| 2023/24 | André Luís Leite     | 13   |
| 2024/25 |                      |      |

## Saisonplatzierung
| Saison  | Liga                                 | Liga  | Liga   | Liga | Liga | Liga | Liga  | Liga   | Liga     | Pokal               | Pokal                  |
| Saison  | Liga                                 | Level | Spiele | S    | U    | N    | Tore  | Punkte | Position | FA Cup              | League Cup             |
| ------- | ------------------------------------ | ----- | ------ | ---- | ---- | ---- | ----- | ------ | -------- | ------------------- | ---------------------- |
| 2016    | Regional League Division 2 - Central | 3     | 20     | 8    | 7    | 5    | 19:15 | 31     | 4.       | –                   | 1. Runde               |
| 2017    | Thai League 3 - Upper                | 3     | 26     | 14   | 5    | 7    | 40:26 | 47     | 4.       | 2. Runde            | 1. Runde               |
| 2018    | Thai League 3 - Upper                | 3     | 26     | 16   | 6    | 4    | 49:23 | 54     | 2. ▲     | Qualifikationsrunde | Play-Off Qualifikation |
| 2019    | Thai League 2                        | 2     | 34     | 5    | 8    | 21   | 37:64 | 23     | 18.      | –                   | 1. Runde               |
| 2020/21 | Thai League 2                        | 2     | 34     | 13   | 8    | 13   | 46:46 | 47     | 9.       | –                   | [ A 1 ]                |
| 2021/22 | Thai League 2                        | 2     | 34     | 10   | 11   | 13   | 40:50 | 41     | 11.      | Qualifikationsrunde | –                      |
| 2022/23 | Thai League 2                        | 2     | 34     | 15   | 6    | 13   | 50:43 | 51     | 10.      | 3. Runde            | Achtelfinale           |
| 2023/24 | Thai League 2                        | 2     | 34     | 16   | 9    | 9    | 52:36 | 57     | 6.       | –                   | –                      |
| 2024/25 | Thai League 2                        | 2     | 32     | 17   | 9    | 6    | 57:30 | 60     | 2. ▲     | 1. Runde            | –                      |
| 2025/26 | Thai League                          | 1     |        |      |      |      |       |        |          |                     |                        |

1. ↑  Aufgrund der COVID-19-Pandemie wurde der Wettbewerb nach der ersten Qualifikationsrunde abgebrochen.

## Sponsoren
| Jahr    | Ausrüster  | Trikotsponsor | Andere Trikotsponsoren           |
| ------- | ---------- | ------------- | -------------------------------- |
| 2016    | Pegansport | Gulf          |                                  |
| 2017    | Pegansport | Gulf          |                                  |
| 2018    | Pegansport | Gulf          |                                  |
| 2019    | Pegansport | Gulf          |                                  |
| 2020/21 | Pegansport | Gulf          | Rojana                           |
| 2021/22 | Pegansport | Gulf          | Chang                            |
| 2022/23 | Pegansport | Gulf          | Chang                            |
| 2023/24 | Kelme      | Gulf          | Chang, Muang Thai Life Assurance |

## Zuschauerzahlen
| Saison  | Liga          | Level | Gesamt- zuschauerzahl | Höchste Zuschauerzahl | Niedrigste Zuschauerzahl | Durchschnittliche Zuschauerzahl |
| ------- | ------------- | ----- | --------------------- | --------------------- | ------------------------ | ------------------------------- |
| 2019    | Thai League 2 | 2     | 16.237                | 1.924                 | 413                      | 955                             |
| 2020/21 | Thai League 2 | 2     | 10.899                | 1.873                 | 0                        | 838                             |
| 2021/22 | Thai League 2 | 2     | 5.297                 | 1.120                 | 0                        | 331                             |
| 2022/23 | Thai League 2 | 2     | 14.364                | 1.700                 | 428                      | 845                             |
| 2023/24 | Thai League 2 | 2     | 8.543                 | 1.083                 | 237                      | 503                             |
| 2024/25 | Thai League 2 | 2     | 19.368                | 3.624                 | 455                      | 1.139                           |
| 2025/26 | Thai League   | 1     |                       |                       |                          |                                 |